# Lissomelas flohri
Lissomelas flohri är en skalbaggsart som beskrevs av Bates 1889. Lissomelas flohri ingår i släktet Lissomelas och familjen Cetoniidae. Inga underarter finns listade i Catalogue of Life.